# Jason Chaffetz
Jason E. Chaffetz (ur. 26 marca 1967) – amerykański polityk, członek Partii Republikańskiej i kongresman ze stanu Utah (2009-2017).